# General Ulpiano Paez Airport
General Ulpiano Paez Airport är en flygplats i Ecuador.   Den ligger i kantonen Cantón Salinas och provinsen Santa Elena, i den västra delen av landet, 400 km sydväst om huvudstaden Quito. General Ulpiano Paez Airport ligger 5 meter över havet.
Terrängen runt General Ulpiano Paez Airport är mycket platt. Havet är nära General Ulpiano Paez Airport åt nordväst.  Närmaste större samhälle är Salinas, 4,7 km öster om General Ulpiano Paez Airport. 